# الصليب الكبير للصليب الحديدي
كان الصليب الكبير للصليب الحديدي زخرفة مخصصة للجنرالات المنتصرين في الجيش البروسي وحلفائه. كانت أعلى فئة (تُمنح عادةً) للصليب الحديدي. جنبا إلى جنب مع الصليب الحديدي من الدرجة الأولى والثانية، تم تأسيس الصليب الكبير في 10 مارس 1813، خلال الحروب النابليونية. تم تجديده في عام 1870 للحرب الفرنسية البروسية ومرة أخرى في عام 1914 للحرب العالمية الأولى. في عام 1939، عندما جدد أدولف هتلر الصليب الحديدي كزينة ألمانية (بدلاً من بروسية)، جدد أيضًا الصليب الكبير.
كان الصليب الكبير للصليب الحديدي ضعف حجم الصليب الحديدي وتم ارتداؤه على شريط حول الرقبة. كما تم ارتداء وسام الفارس الصليبي الحديدي، الذي تم تأسيسه في عام 1939، على الرقبة. كان أصغر من الصليب الكبير ولكنه أكبر من الصليب الحديدي.

## 1813 الصليب الكبير

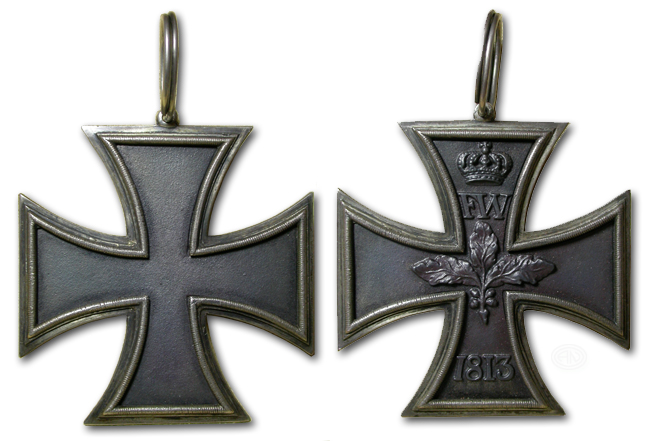
1813 الصليب الكبير للصليب الحديدي.

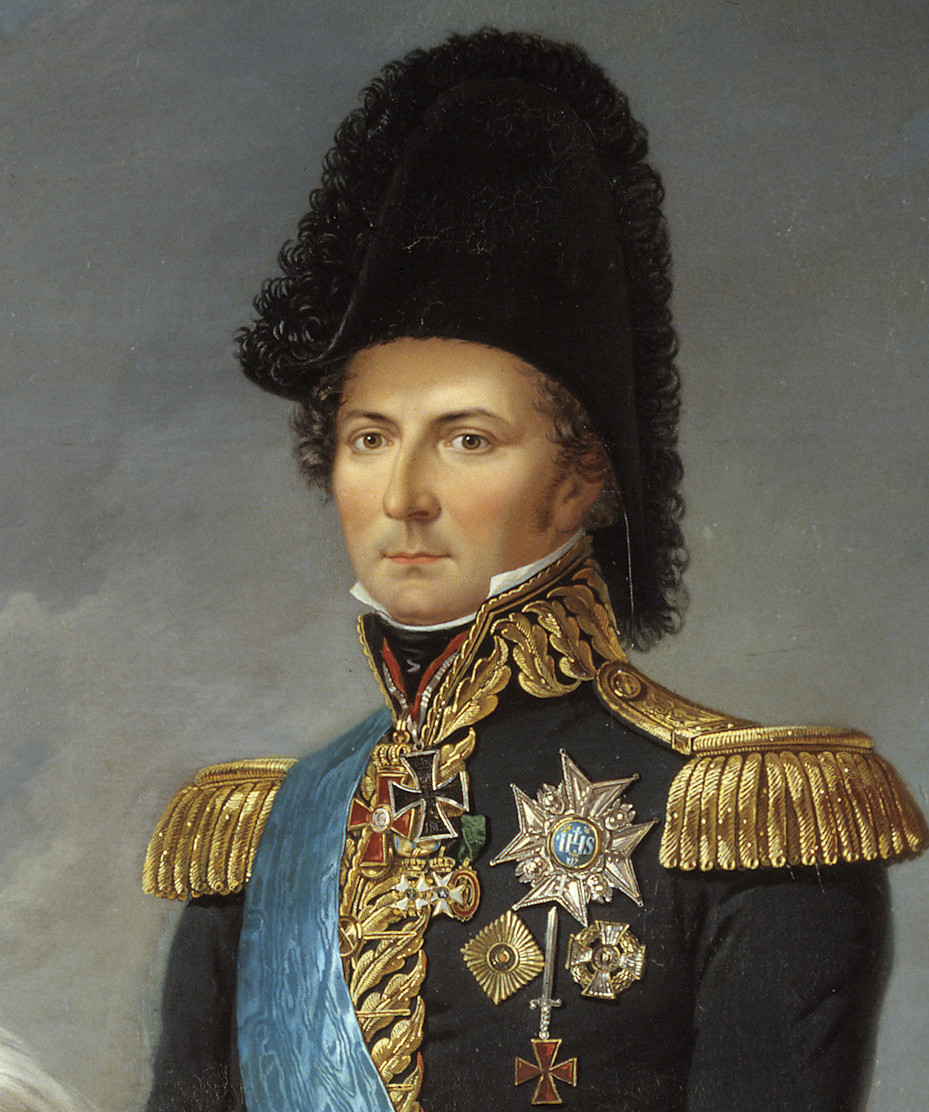
ولي العهد الأمير تشارلز جون، السويد، مرتديًا 1813 الصليب الكبير للصليب الحديدي.

حصل خمسة رجال على الصليب الكبير للصليب الحديدي 1813 لخدمتهم خلال الحروب النابليونية:
- غيبهارد ليبرشت فون بلوخر، قائد القوات البروسية في معركة واترلو
- فريدريش فيلهلم فون بولو
- ولي العهد الأمير تشارلز جون من السويد (جان بابتيست برنادوت) - سابقًا كان مارشالًا تحت حكم نابليون، بعد أن أصبح الوصي وولي عهد السويد، انضم إلى التحالف السادس ضد نابليون.
- بوغيسلاف فريدريش إيمانويل فون تاوينتزين
- لودفيج يورك فون وارتنبرغ.

## 1914 الصليب الكبير

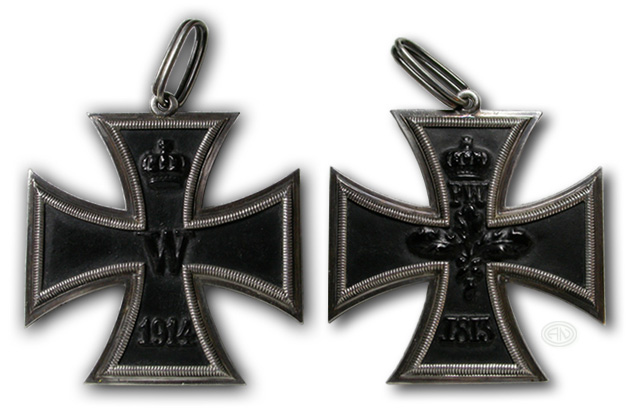
1914 الصليب الكبير للصليب الحديدي.

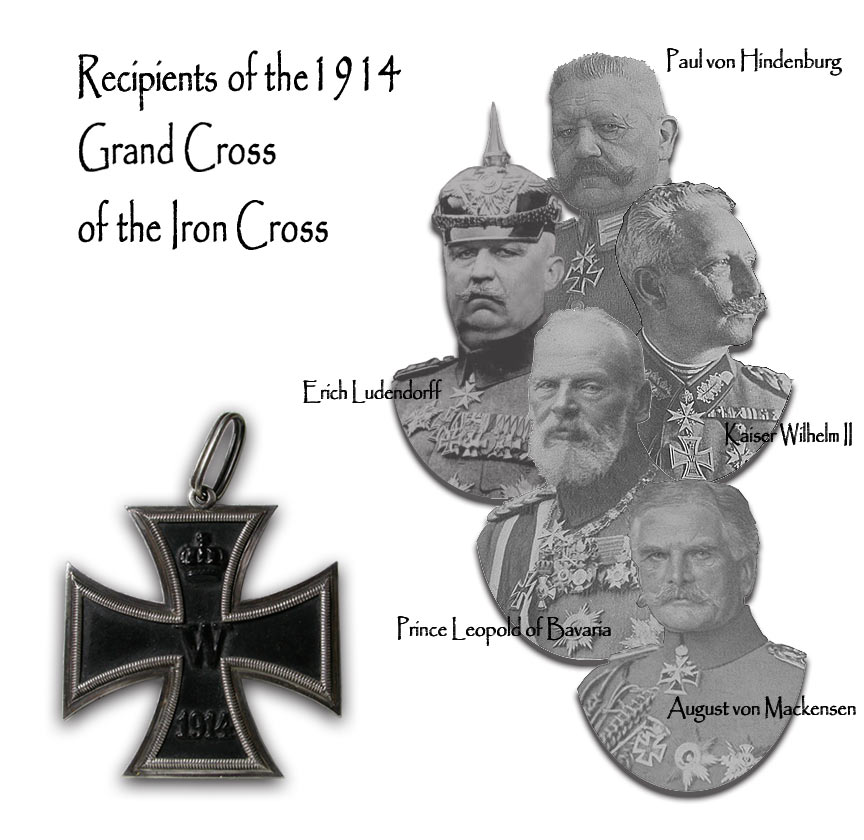
المستلمون للصليب الحديدي لعام 1914.

تم تجديد الصليب الحديدي مرة أخرى في 5 أغسطس 1914. كان هناك خمسة متلقين للصليب الكبير عام 1914 في الحرب العالمية الأولى:
- القيصر فيلهلم الثاني
- بول فون هيندنبورغ
- إريك لودندورف
- ليوبولد أمير بافاريا
- أغسطس فون ماكينسن

## 1939 الصليب الكبير

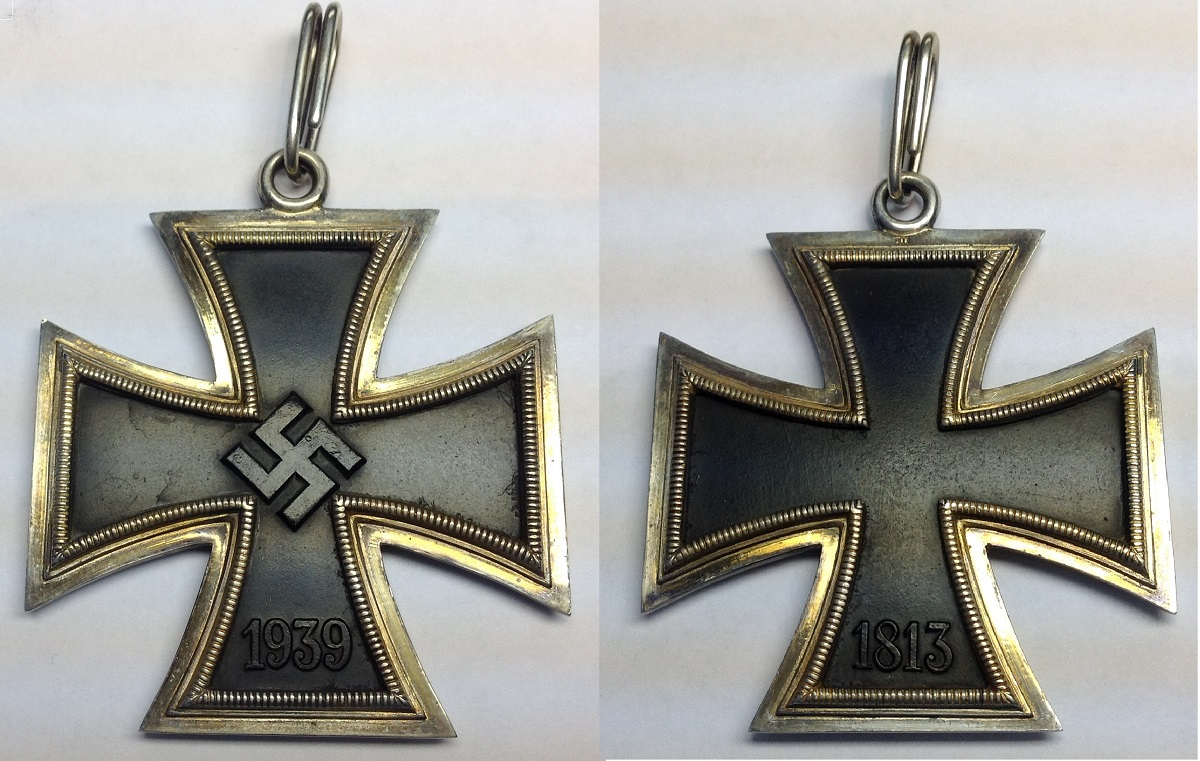
الصليب الكبير 1939

أعاد أدولف هتلر الصليب الحديدي كزخرفة ألمانية في سبتمبر 1939، مع الصليب الكبير مرة أخرى كأعلى درجة (فوق الفئات المختلفة لصليب الفارس ).
أصبح هيرمان غورينغ المستلم الوحيد للصليب الكبير للصليب الحديدي خلال الحرب العالمية الثانية عندما تم منحه له في 19 يوليو 1940.
تم إعادة تأسيس الزخرفة الأعلى، نجمة الصليب الكبير للصليب الحديدي، من قبل هتلر، ولكن لم يتم منحها أبداً تحت السلطة النازية ولم يتم منحها منذ ذلك الحين.